# Королевство Африка

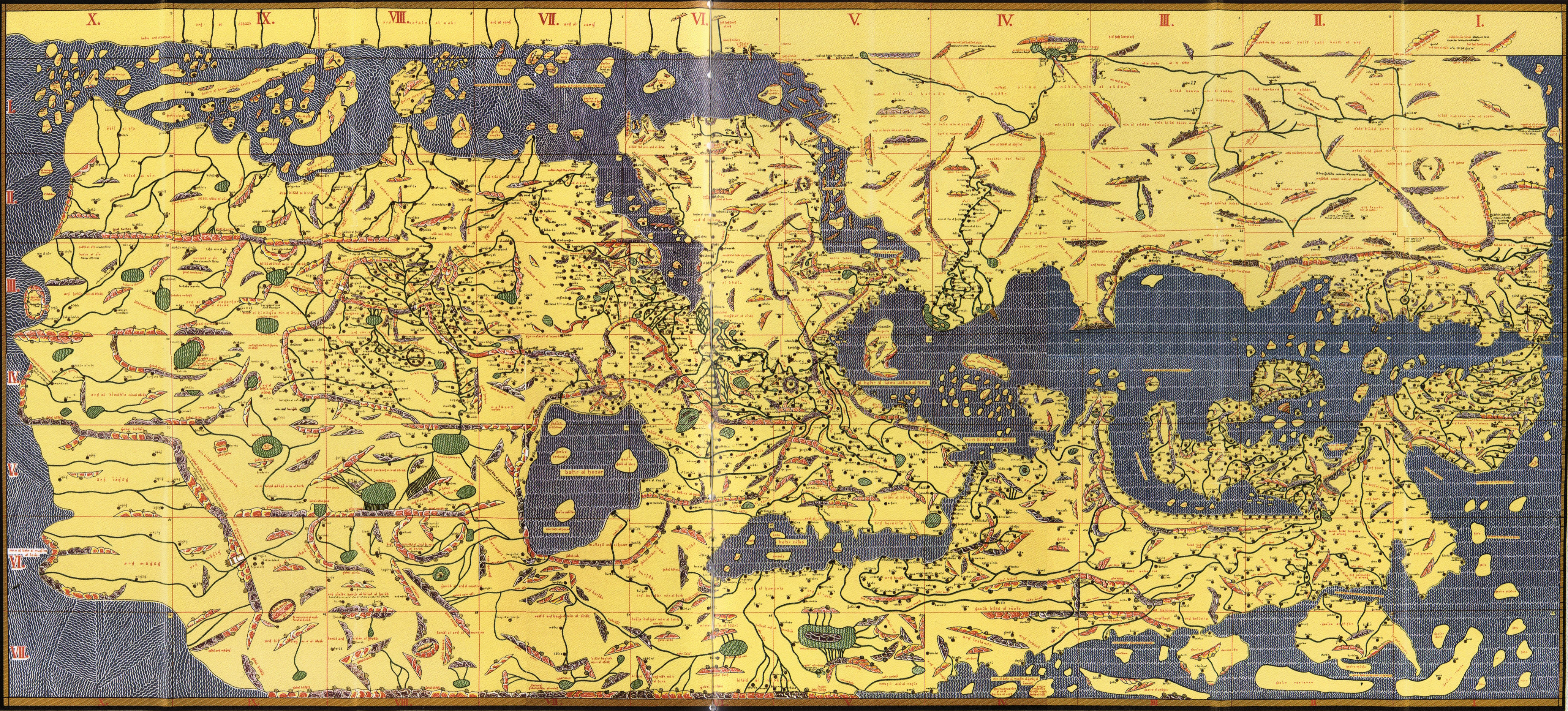
Книга Рожера, ранняя карта мира, нарисованная Мухаммедом аль-Идриси для Рожера II Сицилийского в 1154 году. Обратите внимание, что север находится внизу, поэтому карта кажется «перевернутой» по сравнению с правилами современной картографии. Аль-Идриси также является автором историко-биографической Книги Рожера.

Короле́вство А́фрика — было продолжением приграничной зоны сицилийско-нормандского государства на территории бывшей римской провинции Африка (Ифрикия на арабском языке), соответствующая территориям современного Туниса, части Алжира и Ливии. Основными первоисточниками дающими информацию на счёт королевства являются арабские (мусульманские); латинские (христианские) источники более скудны. Скорее, «[норманнская Африка] действительно представляла собой конгломерат удерживаемых норманнами городов вдоль прибрежной Ифрикии».
Сицилийское завоевание Африки началось при Рожере II в 1146–1148 годах. Сицилийское управление представляло из себя военные гарнизоны в крупных городах, налоги с местного мусульманского населения, защиты христиан и чеканки монет. Местная аристократия в значительной степени осталась на месте, и мусульманские эмиры контролировали гражданское правительство под надзором сицилийцев. Экономические связи между Сицилией и Африкой, которые были сильны до завоевания, укрепились, а связи между Африкой и Северной Италией расширились. В начале правления Вильгельма I в 1158–1160 годах королевство Африка пало под натиском халифата Альмохадов. Его наиболее прочным наследием была перегруппировка средиземноморских держав, вызванная его падением и заключенным в 1180 году миром между сицилийцами и Альмохадами.

## Предыстория
Что касается мотивов военного вмешательства норманнов в Африке, историк Дэвид Абулафия выдвигает три варианта: религиозные («распространение крестовых походов на относительно заброшенную территорию»), экономические (такие как «защита ключевых торговых путей») или империалистический («попытка построить обширную средиземноморскую империю»).

### Экономические мотивы
Сицилия и Африка имели тесные и растущие экономические связи в период 1050–1150 годах. Сицилийцы импортировали золото, которое доставлялось караванами через Сахару в Кайруан и Махдию, а также ткани, изготовленные из египетского и местного льна или хлопка, импортированные из Индии и Сицилии. Помимо этого хлопка, сицилийцы экспортировали большое количество пшеницы, сыра и мясных продуктов. Греческому православному монастырю Сан-Сальваторе в Мессине было разрешено экспортировать излишки пшеницы в Северную Африку в обмен на воск для свечей. В это время Африка (то есть бывшая римская провинция) претерпела быструю урбанизацию, поскольку голод опустошил сельскую местность, а промышленность перешла от сельского хозяйства к ремёсленному производству. Опустошения устроенные племенами Бану Хилал и Бану Сулайм также уничтожили многие поля и сады, вынудив население искать убежища в городах.
Граф Сицилии Роджер I (1071–1101 годы), как известно, содержал людей в Махдии для сбора экспортных пошлин, в то время как Рожер II (граф с 1105 года, король 1130–1154 годы) дважды посылал войска против африканских городов, когда их правители не платили за импорт зерна. В 1117 году, когда Рафи, правитель Габеса, бросил вызов торговой монополии своего повелителя Али ибн Яхьи, эмира Махдии, он попросил Рожера о помощи. Рафи пытался отправить торговое судно из своего порта, и Рожер ответил, послав небольшую флотилию, которая бежала, столкнувшись с силами Махдиана. Затем Али арестовал сицилийских агентов в своём городе и попросил помощи у своих союзников Альморавидов, Роджер просил его вернуть отношения в нормальное состояние. В 1120-х годах между норманнами и Альморавидами последовала военно-морская война набегов и контрнаступлений. Самый серьёзный набег  произошёл в 1122 году, когда была атакована Никотера, когда были захвачены женщины и дети.
В 1135 году Рожер II совершил своё первое постоянное завоевание (если не считать остров Пантеллерия, захваченный сицилийцами в 1123 году). Остров Джерба, который, согласно арабским источникам, «не признавал султана» и был логовом пиратов, был захвачен Рожером, который увёл многих его жителей. Сицилийские мусульмане участвовали в завоевании Джербы, но неизвестно, что случилось с древней еврейской общиной на острове, которая всё ещё существовала (или была восстановлена) в начале XIII века. Джерба предоставила Рожеру базу, с которой он мог оказывать большее влияние на Махдию, которая, будучи не в состоянии платить за зерно, была вынуждена стать протекторатом Сицилии к 1142 году. Её внешней политикой стал управлять Рожер, который запретил ей вступать в союзы с другими мусульманскими государствами, враждебно настроенных по отношению к Сицилии, и, вероятно, получал свои таможенные доходы вместо платы за зерно, необходимое для её пропитания. Рожер также имел право захватить любой город, восставший против власти эмира Махдии. Сам эмир Аль-Хасан ибн Али, которого Али ибн аль-Асир называет «принцем Африки», был лично в долгу перед сицилийским фиском, вполне возможно, из-за своего пристрастия к роскоши. Один арабский летописец отметил, что «проклятый [король Сицилии] поставил самые жёсткие условия, и он [эмир] должен был их принять, и он предложил ему повиновение, так что во всех отношениях он стал всего лишь āmil [губернатором] Рожера».

### Религиозные мотивы
Две латинские хроники, «Хроника» Роберта де Ториньи и анонимное продолжение «хроники» Сигеберта из Жамблу, являются единственными источниками, приписывающими религиозные мотивы завоеванию Рожером части Северной Африки, происходившему одновременно со Вторым крестовым походом и Вендским крестовым походом. Известно, что Рожер не получал одобрения папы на своё африканское предприятие. Однако арабские источники ссылаются на то, что его армия набиралась со всего христианского мира, и это утверждение может быть скорее преувеличением, чем фактом. Ибн Идхари говорит, что Рожер «призывал к оружию людей всех латинских стран». Один неитальянский рыцарь, Ричард де Лингевр, действительно участвовал в захвате Триполи и был вознаграждён землей в Апулии. Возможно, он тот же человек, что и граф Ричард Андрийский .

### Амбиции
Есть свидетельства того, что по крайней мере некоторые современники Рожера, в основном его враги, считали его завоевания в Африке узурпацией. Гервасий Тильберийский в подозрительном отрывке из своей Otia imperialia подразумевает, что император Фридрих I, считавший Рожера узурпатором в Южной Италии, был расстроен тем, что он распространил свою власть на старую римскую провинцию Африка. И, согласно Эрфуртским хроникам, на сейме в Мерзебурге в 1135 году делегация Венецианской республики пожаловалась императору Лотарью II, что Рожер захватил Африку, «одну треть мира», у короля Gretia (Греции). Этот искаженный отчет полностью отделяет действия Рожера от межрелигиозного контекста, делая жертву его хищничества христианским правителем. Главной заботой венецианцев были амбиции Рожера.

Даже летописцы королевства Рожера считали, что его амбиции сыграли главную роль в его предприятии в Африке. Архиепископ Ромуальд Салернский в своей книге «Хроникон» писал, что «поскольку у него было гордое сердце и великая воля к правлению, он не был просто доволен Сицилией и Апулией, он подготовил огромный флот, который он послал в Африку с очень большим количеством войск, и [Рожер] взял и удержал Африку».  Придворный историк под псевдонимом «Гуго Фальканду» в своей книге «Liber de regno sicilie e epistola ad Petrum panormitane ecclesie thesaurarium» также подчеркнул желание Рожера расширить своё королевство:
Он старался силой, чем благоразумием, победить своих врагов и расширить своё королевство до самых далеких пределов. Ибо он завоевал Триполи на Варварийском берегу, Махдию, Сфакс, Габес и многие другие варварские города, претерпев множество трудов и опасностей. 
Включение Северной Африки в состав Сицилийского королевства не создало бы для Рожера никаких проблем. Культурные связи между Сицилией и Северной Африкой были сильнее, чем между Сицилией и его собственными полуостровными итальянскими владениями. 

## Взлёт и падение нормандского правления в Африке

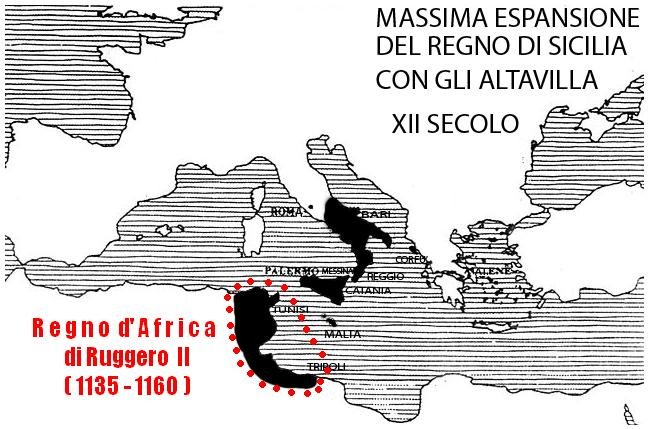
«Королевство Африка» (Regno d'Africa) обозначено красным.

В 1087 году, когда организаторы нападения на Махдию попросили Рожера I, который с 1076 года заключил экономический договор с Тамимом ибн Мухизом эмиром Туниса, о помощи, Рожер I отказался, сказав: «Что касается нас, Африка всегда там. Когда мы будем сильны, мы возьмём её». 

### Завоевание Триполи и Махдии
В 1142/3 году Рожер II напал на Триполи, южнее по побережью от Махдии. В 1146 году он осадил и взял его. Город уже был опустошён серией голодов и практически находился в состоянии гражданской войны, когда войска Рожера напали на него. Он по-прежнему был важным портом на морском пути из Магриба в Египет.  После этого несколько мелких эмиров в окрестностях Триполи искали сицилийского господства. Юсуф, правитель Габеса, написал Рожеру «предоставь мне мантию и письмо о назначении, которые сделали меня вали от Габеса, и я буду вашим заместителем там, как и Бану Матрух, который удерживает Триполи для вас». Рожер согласился и Юсуф в своей новой мантии зачитал письмо о его назначении собранию знати. Габес долгое время был раздражителем Махдии и аль-Хасан из Махдии напал на него, вернул Юсуфа в Махдию и забил его камнями до смерти. Возможно, что нападение Рожера на Махдию в 1148 году было ответом на это неповиновение со стороны её эмира, но Ибн аль-Асир предположил, что Рожер просто воспользовался голодом в Африке, несмотря на то, что у него был договор с аль-Хасаном до 1150 года.
В июне 1148 года Роджер послал своего адмирала Георгия Антиохийского, бывшего махдийского офицера, против аль-Хасана. У острова Пантеллерия сицилийский флот столкнулся с кораблём из Махдии, на борту которого находились почтовые голуби. Георгий отправил птиц домой с ложными сообщениями о том, что флот направляется в Восточную Римскую империю. Когда 22 июня сицилийцы достигли Махдии, эмир и его двор бежали из неподготовленного к бою города, оставив свои сокровища. Он был захвачен как военная добыча, но сицилийцам было дано всего два часа на разграбление города, в то время как его мусульманские жители укрывались в христианских домах и церквях. Рожер быстро предоставил королевскую защиту, или аман, всем жителям города. По словам Ибн Аби Динара, Георгий «восстановил оба города, Завилу и Махдию; одолжил деньги купцам; раздал милостыню бедным; передал отправление правосудия в руки кади, приемлемого для населения; и хорошо организовал управление этими двумя городами». Было выдано продовольствие, чтобы побудить беженцев вернуться.
1 июля город Сус, которым правил сын аль-Хасана Али, сдался без боя, и Али бежал к своему отцу к Альмохадам в Марокко. 12 июля Сфакс пал после непродолжительного сопротивления. По словам Ибн аль-Асира, с африканцами «обращались гуманно», и на всю провинцию был дан аман, полный «прекрасных обещаний». Ибн Хальдун в своей книге «Китаб аль-Ибар» описывает оскорбительное отношение христиан Сфакса по отношении к своим соседями-мусульманами. Племя Бану Матру осталось у власти в Триполи, а в Сфаксе Рожер назначил губернатором Умара ибн аль-Хусейна аль-Фурриани, чей отец был доставлен на Сицилию в качестве заложника и гаранта хорошего поведения сына. Арабские источники единодушно утверждают, что отец Умара, тем не менее, подстрекал сына к восстанию. Город Барашт (Бреск) и острова Керкенна пали от рук Рожера, как и непокорные племена пустыни. После краткого периода завоеваний и захватов «владения франков [норманнов] простирались от Триполи до границ Туниса и от западного Магриба до Кайравана». 
После того, как Альмохады взяли город Беджая, на который Рожер, возможно, имел планы, в 1152 году флот под командованием Филиппа Махдийского был отправлен на покорение Аннабы. Согласно Ибн аль-Атиру, Филипп был тайным мусульманином, который мягко относился к жителям Аннабы.

### Покорение Туниса и внутренние беспорядки
Роджер был вовлечен в войну с Восточной Римской империей после 1148 года, и поэтому не смог продолжить свои завоевания нападением на Тунис. По словам Ибн Идхари, в страхе тунисцы отправили зерно на Сицилию в надежде предотвратить нападение. Это, вероятно, следует рассматривать как дань уважения и покорность, поскольку Ибн Идхар пишет, что Рожер всё ещё был у власти в городе, когда Альмохады напали на него в 1159 году, хотя на самом деле его уже не было в живых. Венецианский летописец Андреа Дандоло, вероятно, прав, утверждая: «и короли Туниса платили ему [Роджеру] дань» (regemque Tunixii sibi tributarium fecit). Рожер умер в 1154 году, и ему наследовал его сын Вильгельм I, который продолжал править Африкой. Его вступление на престол было воспринято местными чиновниками как удобный случай, которые потребовали дополнительных полномочий по налогообложению. Арабские историки Ибн аль-Асир и Ибн Халдун надеялись, что Рожер защитит свои африканские земли от религиозного фанатизма и нетерпимости Альмохадов. После его смерти некоторые мусульманские официальные лица потребовали, чтобы в мечетях читались проповеди против Альмохадов. 
Жители Африки, которые к тому времени в подавляющем большинстве были мусульманами, обычно предпочитали мусульманское правление христианскому, и по мере продвижения Альмохадов на восток местные правители назначенные Вильгельмом I установили контакты с его марокканскими противниками. Местные восстания в пользу Альмохадов были хорошо организованы, и Ибн аль-Асир и Ибн Халдун связывают их с одновременным сицилийским восстанием, спровоцированным Майо из Бари. Среди повстанцев был Умар ибн аль-Хусейн аль-Фурриани, а среди потерянных городов была Завила, пригород Махдии. Город был отвоёван и служил убежищем для христиан, спасавшихся от преследований Альмохадов в последние дни существования нормандской Африки. 

### Вторжение Альмохадов
Восстановив свою власть, Вильгельм послал флот против Тинниса в Египте (ок. 1156 год), на который Рожер, возможно, напал ещё в 1153/4.  В 1157/8 году,  хронологию этих событий установить трудно, сицилийский флот совершил набег на Ивису на мусульманских Балеарских островах. Итальянский арабист Микеле Амари предположил, что последнее было попыткой прервать судоходные маршруты Альмохадов, но Ивиса находится далеко к северу от африканского побережья. С Ивисы флот должен был прийти на помощь Махдии, которая находилась под угрозой со стороны сил Альмохадов. 
Вся нормандская Африка была оставлена Альмохадам, за исключением Махдии. Триполи пал в 1158 году, а Махдия находилась в осаде с конца лета 1159 года.  В ответ на вопрос альмохадского халифа: «почему вы покинули такое укрепленное место?», аль-Хасан, находившийся в его лагере, как говорят, ответил: «потому что у меня было мало тех, на кого я мог бы положиться; потому что не хватало еды; и потому что это было волей судьбы». В ответ халиф Абд аль-Мумин, как говорят, временно отказался от осады, чтобы построить два больших холма из пшеницы и ячменя. Сфакс, который некоторое время восставал против Вильгельма, добровольно перешёл под власть Альмохадов во время осады, в то время как город Габес был взят силой. В январе 1160 года оборона Махдии была прорвана и Абд аль-Мухмин предоставил оставшимся христианам и евреям выбор: или принять ислам или умереть. 

### Последствия
Уго Фальканд обвинил в падении Африки и последующем преследовании африканских христиан Вильгельма I и Майо из Бари. Окончательный мир с Альмохадами не был подписан до 1180 года, когда сицилийское военно-морское судно перехватило корабль, перевозивший дочь халифа Юсуфа в Испанию. Согласно Liber ad honorem Augusti Пьетро да Эболи, халиф предложил платить ежегодную дань взамен возвращения принцессы. В Палермо был сформирован специальный отдел, duana de secretis, для наблюдения за поступающими выплатами дани.  Роберт из Ториньи даже говорит, что им были возвращены два города, Африка (Махдия) и Сибилия (Завила), но на самом деле они, вероятно, получили только склады и коммерческие помещения в этих местах. После заключения договора сицилийцы и Альмохады проявили общую заинтересованность в сдерживании экспансии Айюбидского Египта, Вильгельм II обратил своё внимание в 1180–1182 годы на пиратство Ганидов, правивших Балеарскими островами и являвшихся явными врагами Альмохадов. 
Более поздние англо-нормандские авторы ссылаются на однострочную рифмованную поэму (моностих): APVLVS ET CALABER, SICVLVS MICHI SERVIT ET AFER («Апулия и Калабрия, Сицилия и Африка служат мне»). Радульф де Дисето в своей Decani Lundoniensis Opuscula кратко рассказывает о завоевании норманнами Южной Италии, а затем цитирует вышеприведенную строку. Ральф Нигер писал, что эта строка появилась на печати Роджера II, в то время как в сомнительном отрывке Гервасия Тилберийского говорится, что Рожер написал её на своем мече. Андреа Дандоло сослался на легенду о мече, которая, по-видимому, была хорошо известна в Венеции XIV века. Строка, сходная с monosticum, встречается в середине XII века в энкомиуме в Руане, столице Нормандии. Анонимный поэт называет Рожера II «правителем Италии, Сицилии, Африки, Греции и Сирии» и предполагает, что Персия, Эфиопия и Германия опасаются его.

## Управление
Существует предание, что Рожер, завоевав Африку, принял титул rex Africae (король Африки). По словам К.Э. Дюфур, однако, это была ошибка, впервые допущенная переписчиками XVIII века, которые неправильно переписали некоторые хартии, записав Африка вместо Апулия. Существует по крайней мере одна сохранившаяся частная сицилийская хартия, в которой Рожер упоминается как «наш владыка Сицилии и Италии, а также всей Африки, самый безмятежный и непобедимый король, коронованный Богом, благочестивый, счастливый, триумфальный, всегда августейший». В королевских хартиях повсеместно используется титул «король Сицилии, герцогства Апулии и княжества Капуи». Один надгробный камень из Палермо, принадлежащий королевскому священнику Гризанту, датируемый 1148 годом, своими арабскими и иудео-арабских надписях Рожер упоминается как «король (Малик) Италии, Лонгобардии, Калабрии, Сицилии и Африки (Ифрикии)».
Управление нормандской Африки было тщательно смоделировано на основе прецедентов, предложенных до-нормандскими эмирами. Как и в Сицилии, пристальное внимание уделялось интересам мусульманского населения, в то время как христиане пользовались освобождением от подушного налога... кроме гарнизонов в африканских городах и использования кавалерийских отрядов норманнского типа, доказательств наличия «норманнских» или «франкских» характеристик найти невозможно. Архитекторами африканской империи были не «норманны», а греческие и арабские придворные...

### Экономика

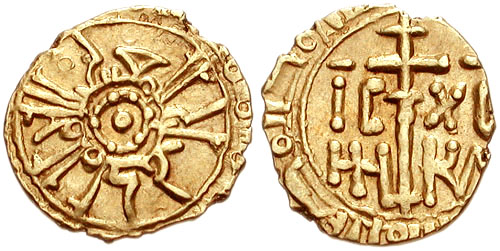
Золотой cицилийский тари, отчеканенный в Палермо во время правления Рожера II. Сицилия зависела от африканского золота для своих монетных дворов, но африканские динары были сделаны из более высокого сорта золота, чем тари Сицилии.

Контроль над Африкой дал Сицилии контроль над всеми морскими путями между западным и восточным Средиземноморьем. Рожер II обложил налогом судоходство, хотя, похоже, он позволил местным мусульманским эмирам собирать некоторые собственные пошлины. Ибн Аби Динар утверждает, что вали Габеса собирали налоги от имени Рожера. Благодаря хорошим отношениям Сицилии с фатимидским Египтом итальянские торговые суда могли в этот период спокойно путешествовать вдоль всего североафриканского побережья. Рожер также обложил налогом сухопутные караванные пути из Марокко в Египет («кайруан» и «караван» - родственные слова.) Более прибыльными были транссахарские караваны, перевозившие золото для монетных дворов Северной Африки и Южной Италии. Важным остановочным пунктом для них была Беджая, который Рожер, возможно, атаковал в этот период, но над которым он не мог распространить свою власть, хотя и поддерживал связи со свергнутым эмиром Яхьей ибн аль-Азизом.
В Махдии Рожер I и Вильгельм I чеканили динары из чистого золота диаметром 22 мм и весом 4,15 грамма с куфическими надписями, вероятно, для внутреннего обращения в Африке. Только две известные монеты были впервые обнаружены тунисским учёным Абдул-Вахабом в 1930 году. Они были близкой имитацией типа, отчеканенного фатимидским халифом аль-Захиром (1020–35) более века назад. В фатимидской манере монеты имеют надписи в виде двух концентрических кругов с двумя линиями текста в центре. Круговой текст одинаков с обеих сторон, в то время как центральный текст отличается. На монете Рожера написано: «нанесён удар по приказу возвышенного короля (al-malik al-muʿaẓẓam) Рожера, могущественного через Всевышнего [Аллаха], в городе Махдии, в 543 году [хиджры]», то есть в 1148/49 году, во внешнем круге и «хвала Богу, подобает хвалить его, и, воистину, он достоин и достоин [хвалы]» во внутреннем круге. В центре аверса написано «король Рожер», а в центре реверса-его лакаб «могущественный через Всевышнего» (al-muʿtazz bi-ʾllāh). Монета Вильгельма аналогична, но датируется 549 годом (1154/5) и заменяет арабский лакаб Рожера своим собственным, al-Hādī bi-Amr Allāh («проводник по повелению Всевышнего»). Было замечено, что надписи имеют сходство с надписями на тари Роберта Гвискара, нанесенными в Палермо в 1072 году. В обоих случаях монетный двор был  полностью укомплектован мусульманами.

### Религия
Будучи правителем Африки, Рожер стремился побудить мусульманских беженцев на Сицилии вновь обосноваться в Африке и издал соответствующий указ. Он поддерживал лояльность своих африканских владений, предлагая им зерно. Нормандская Африка «стала богатой и процветающей, в то время как остальная часть Берберии и большая часть Ближнего Востока испытывали жестокие муки голода» в этот период постоянного голода. Согласно записям Ибн аль-Атхиру, Триполи процветал при Рожере: «сицилийцы и румы [северные итальянцы, греки и т.д.] часто посещали его [ради торговли], в результате чего он вновь заселился и процветал». Купцы из Генуи, имевшие связи с Сицилией, начали торговать и с Триполи.
Рожер оставил религиозную и судебную власть в руках местного правителя (хамила). В каждом городе был сицилийский гарнизон под командованием сицилийского командира, для мусульманских общин был установлен подушный налог подобный джизьи, который они до этого взимали с евреев и христиан, но более лёгкий, чем тот, который требовался от сицилийских мусульман одновременно. Местная христианская община, в основном состоящая из рабов и закабалённого населения, вероятно какое-то время пользовалась властью Рожера. Епископ Махдийский Косма совершил поездку в Рим, чтобы получить легальный статус от папы Евгения III, а также в Палермо, чтобы посетить своего нового государя. Анонимный продолжатель трудов Сигеберта из Жамблу называет Косму вернувшимся в Африку «свободным человеком».
Когда в 1160 году Махдия пала от рук Альмохадов, Косма бежал в Палермо. Христиане, по-видимому, пострадали при правлении Альмохада от их связи с сицилийцами. Местная церковь в Африке после этого редко упоминается в источниках.

## Цитаты
1. ↑  Прежде чем эта провинция была окончательно завоевана мусульманами, она была преобразована римлянами в Африканский экзархат.
2. ↑  Все арабские ресурсы могут быть найдены у Михеле Амори, Biblioteca arabo-sicula (Rome and Turin: 1880).
3. ↑  По словам Хьюберта Хубена, поскольку «Африка» никогда не упоминалась в титуле королей Сицилии, не следует говорить о нормандском королевстве Африка'"`UNIQ--ref-00000006-QINU`"'.
4. ↑  Шихабуддин ан-Нувайри сообщает в своём труде Нихайат аль-Араб, как и Абу Мухаммад Абдалла ат-Тиджани в Рихла. Каирская гениза показывает, как североафриканская торговля была монополизирована Тунисом и Махдией.
5. ↑  Этот отрывок встречается в издании Готфрида Вильгельма Лейбница в Scriptores rerum Brunsvicensium (Ганновер, 1707 год), i.943, но был опущен из издания Ф. Либрехта (Ганновер, 1856 год), который рассматривал его как более позднюю интерполяцию'"`UNIQ--ref-00000020-QINU`"'.
6. ↑  Для хроники Эрфурт, см. О. Холдер-Эггер (ред.), Monumenta Erphesfurtensia saec. XII, XIII, XIV, Monumenta Germaniae Historica (Гановер, 1899 год), 42.
7. ↑  Экспедиция Вильгельма описывается у Абу-ль-Фида (Абульфеда) в Краткой истории человечества, а экспедиция Роджера описана у Ибн аль-Атира.
8. ↑  Этот эпизод, вероятно, лег в основу одной из сказок в Декамероне Джованни Боккаччо.
9. ↑  В этом отношении поэма имеет сходство с классицизирующим стихом Льва Верчелли, восхваляющим Оттона III, императора Священной Римской Империи и папу Григория V, в котором он отмечает, что Африка, Сирия и Греция подчиняются им.
10. ↑  Dominus noster Sycilie et Ytalie nec non et tocius Africe serenissimus et invictissimus rex a Deo coronatus pius felix triumphator semper augustus'"`UNIQ--ref-00000063-QINU`"'. Окончательным источником сицилийских грамот является К. А. Кер, Die Urkunden der normannisch-sizilischen Könige (Инстбург, 1902 год).